# Haeundae-gu
Haeundae-gu (en coreano: 해운대구) es un distrito (gu) en el este de Busan, Corea del Sur. Tiene una superficie de 51,44 kilómetros cuadrados y una población de unos 423.000. Esto representa aproximadamente el 11,6% de la población en Busan. Se convirtió en una división de Busan en 1976 y alcanzó el estatus de gu en 1980.
La playa de Haeundae en Haeundae-gu se encuentra en el extremo sureste de la ciudad de Busan. La playa está a sólo 40 minutos de la estación principal de tren de Busan (en la zona centro), y a menos de una hora del Aeropuerto Internacional de Gimhae. Se extiende a lo largo de unos 12 km de la costa y constituye la playa más popular de Busan, y junto con Seogwipo, es una de las playas más famosas de Corea del Sur.